# Турня (река)
Ту́рня (словац. Turňa, венг. Torna), ранее Трнава (словац. Trnava) — река на юго-востоке Словакии, правый приток Бодвы, протекает по территории горного массива Словацкий Карст (словац. Slovenský kras). Длина реки составляет 28,8 километров, а площадь водосборного бассейна — 188,82 км².
Турня берёт начало на юго-востоке Силицкого плато (словац. Silická planina). Долина реки вытянута с запада на восток, вдоль словацко-венгерской границы, и разделяет плато Горни-Врх (словац. Horný vrch) на севере и Дольни-Врх (словац. Dolný vrch) на юге.